# Saint-Jean-de-Niost
Saint-Jean-de-Niost är en kommun i departementet Ain i regionen Auvergne-Rhône-Alpes i östra Frankrike. Kommunen ligger  i kantonen Meximieux som ligger i arrondissementet Bourg-en-Bresse. Kommunens areal är 14,19 km². År 2022 hade Saint-Jean-de-Niost 1 862 invånare.

## Befolkningsutveckling
Antalet invånare i kommunen Saint-Jean-de-Niost
Referens: INSEE